# Hermin Esser
Hermin Esser (* 1. April 1928 in Rheydt; † 17. April 2009 in Wiesbaden) war ein deutscher Opernsänger (Tenor).

## Leben
Trotz seiner Herkunft aus einem musikalischen Elternhaus war nicht abzusehen, dass er einmal zu den international bekannten Wagner-Sängern gehören würde. Er war zunächst Grafiker, begann dann ein Architektur-Studium, bevor er schließlich seine Stimme am Robert-Schumann-Konservatorium in Düsseldorf bei Franziska Martienssen-Lohmann ausbilden ließ.
Sein Debüt hatte der Künstler 1954 am Stadttheater von Krefeld. Über Gelsenkirchen kam er 1957 als lyrischer Tenor an die Komische Oper Berlin, wo er bis 1961 mit Walter Felsenstein zusammenarbeitete.
Als die Mauer gebaut wurde, verabschiedete er sich von Berlin und ging an das Staatstheater Wiesbaden, wo er schnell zum Publikumsliebling avancierte. Hermin Esser war von der Zauberflöte über Aida und La Bohème bis zum Rosenkavalier, aber auch in Werken von Janáček (Jenůfa, Káťa Kabanová und Aus einem Totenhaus) und Alban Berg (Wozzeck) in zahlreichen Opern zu sehen.
Das modernste Werk, in dem Esser mitwirkte, ist Lear von Aribert Reimann.
In Wiesbaden erarbeitete er sich alle Wagner-Partien seines Fachs und folgte von dort aus Einladungen an die Deutsche Oper am Rhein in Düsseldorf (1964) und das Opernhaus von Essen.

### Solist bei den Bayreuther Festspielen

Autogramm Hermin Esser 1967

1966 wirkte der Künstler erstmals auf Einladung von Wieland Wagner bei den Bayreuther Festspielen als Froh im Rheingold mit.
In den folgenden Jahren sang er dort eine Anzahl von Wagner-Partien, so 1967 den Walther von der Vogelweide im Tannhäuser und in der Gewerkschaftsaufführung die Titelrolle im Lohengrin. In den Jahren 1967–1970 sang er den David und 1975 den Walther von Stolzing in den Meistersingern von Nürnberg, 1970–71 und nochmals 1979 den Erik im Fliegenden Holländer, 1972–74 und 1977 den Tannhäuser in der gleichnamigen Oper, 1966–69 den Froh, 1971–72 und 1975 den Siegmund in der Walküre, 1970–75 den Loge im Rheingold, 1975 und nochmals 1981 den Tristan, wo er sehr kurzfristig für den erkrankten René Kollo einsprang. Obwohl die Stimmung zunächst nicht danach aussah (das Publikum war auf Kollo eingestellt), wurde der Abend ein Riesenerfolg.
14 Jahre sollte die enge Bindung des Tenors an die Bayreuther Wagner-Festspiele dauern.

### Weitere Stationen seiner Karriere
1972 gastierte Hermin Esser am Teatro Regio in Turin, 1973 sang er an der Oper von Monte Carlo den Tristan, 1973–74 an der Oper von Rom den Parsifal, 1973 an der Sadler’s Wells Opera London den Tristan, 1973–1977 an der Wiener Staatsoper unter anderem den Tristan und Parsifal, 1972 an der Grand Opéra Paris den Tristan.
Im Jahre 1988 gastierte er an der Staatsoper in Dresden als Herodes in Salome von Richard Strauss. Ferner gastierte er am Théâtre de la Monnaie in Brüssel, an der Opéra National de Lyon, in Bordeaux und Straßburg, an den Staatsopern von Stuttgart, München und Hamburg, an der Deutschen Oper Berlin, in Moskau, an den Nationalopern von Budapest, Warschau und Zagreb, in Stockholm und Chicago (als Siegfried neben Birgit Nilsson), sowie in Genf und Zürich. Er wirkte unter Karajan bei den Salzburger Osterfestspielen mit. Die letzten Auftritte waren in Berlin, gleichzeitig am Theater des Westens, der Deutschen Oper Berlin und der Komischen Oper Berlin. Seinen Abschied nahm Hermin Esser in Hamburg und Dresden. Trotz seiner vielen Gastspielreisen kehrte der Künstler immer wieder an das Theater von Wiesbaden zurück.
Neben dem Opernfach widmete er sich dem Kunstlied, mit zahlreichen Liederabenden im In- und Ausland. So studierte er unter anderem Robert Schumanns „Dichterliebe“, Franz Schuberts die „Winterreise“ und zahlreiche weitere Lieder Hugo Wolfs, Brahmsens, Schuberts u. a. mit seiner Tochter Eva ein. Noch zu seinem 70. Geburtstag gab er in Wiesbaden ein Konzert mit Liedern und Opernarien. Esser starb nach langer schwerer Krankheit am 17. April 2009.

## Rollen (Auswahl)
- d’Albert: Tiefland – Pedro
- Beethoven: Fidelio – Florestan
- Berg: Wozzeck – Tambourmajor
- Gluck: Iphigenie auf Tauris – Pylades
- Mozart: Die Entführung aus dem Serail – Belmonte
- Mozart: Die Zauberflöte – Tamino
- Mozart: Don Giovanni – Don Ottavio
- Mozart: Idomeneo – Titelrolle
- Puccini: Turandot – Kalaf
- Puccini: La Bohème – Rudolfo
- Smetana: Die verkaufte Braut – Hans
- Strauss: Elektra – Ägisth
- Strauss: Ariadne auf Naxos – Bacchus
- Strauss: Die Frau ohne Schatten – Kaiser
- Strauss: Salome – Herodes
- Tschaikowski: Pique Dame – Hermann
- Verdi: La traviata – Alfredo
- Verdi: Don Carlos – Titelrolle
- Verdi: La forza del destino – Alvaro
- Verdi: Nabucco – Ismaele
- Verdi: Otello – Titelrolle
- Verdi: Rigoletto – Herzog
- Weber: Der Freischütz – Max

## Diskografie
- Froh im Rheingold unter Karl Böhm, Philips 1966
- Loge im Rheingold, FKM 1970
- Erik im Fliegenden Holländer, DGG
- Kalaf in Turandot (Querschnitt), Pergola und Philips
- Titelrolle in Othello (Querschnitt), Eterna
- Kaiser in Die Frau ohne Schatten, Mondo Musica
- Titelrolle in Tristan und Isolde, unter Kurt Masur, Mondo Musica
- David in den Meistersingern von Nürnberg unter Karl Böhm, Orfeo und GM 1968
- Froh im Rheingold unter Herbert von Karajan, DGG-DVD
- Siegfried in der gleichnamigen Oper, unter Hans Wallat
- Siegmund in Die Walküre zusammen mit Birgit Nilsson
- Siegfried in Götterdämmerung, u. a. mit Helga Dernesch, RP 090-4
- Tristan in Tristan und Isolde, RP 109-3
- Tristan in Tristan und Isolde, mit Catarina Ligendza,
- Titelrolle in Tannhäuser, Bayreuth 1974, u. a. mit Gwyneth Jones
- Titelrolle in Lohengrin, Bayreuth 1967, u. a. mit Astrid Varnay
- Ägisth in Elektra, Opera Depot 10945-2
- Cassio in Otello, unter Václav Neumann, Walhall Eternity Series
- Titelrolle in Otello, zusammen mit Mirella Freni
- Narraboth in Salome, zusammen mit Martha Mödl, Anja Silja, Franz Mazura, 1967, House of Opera, CD 10954
- Herodes in Salome, Mitschnitt aus der Semperoper 1988, Deutsches Rundfunkarchiv, ZI-Nr. 76924
- Henry in Il Tabarro, PH12064 Profil Medien
- Titelrolle in Sly